# П'ятино (Ленінградська область)
П'ятино (рос. Пятино) — присілок Бокситогорського району Ленінградської області Росії. Входить до складу Радогощинського сільського поселення.
Населення — 4 особи (2012 рік). 